# MÁV M63 sorozat

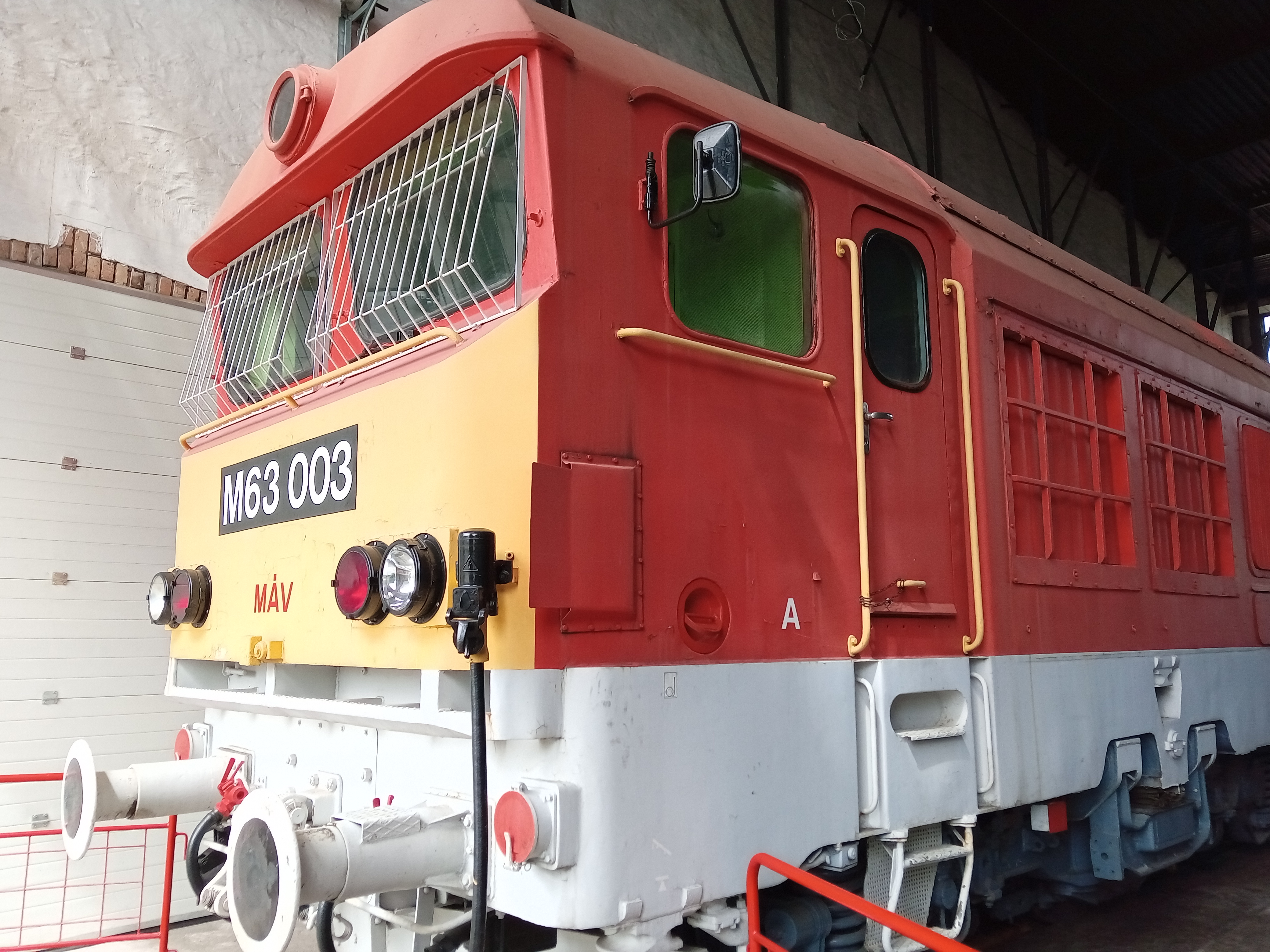
M63 003 kiállítva a Vasúttörténeti parkban

A MÁV M63 sorozat a MÁV részére szállított legnagyobb teljesítményű fővonali dízel-villamos erőátvitelű dízelmozdony-sorozat. Becenevei: Gyík, Buldog, Dízelgigant, Olajkirály.

## Története
Az 1960-as évek végére a MÁV-nál szükségessé vált az M61 és M62 sorozatú mozdonyokon kívül további nagy teljesítményű, elsősorban személyszállító vonatok továbbítására alkalmas – vonatfűtő berendezéssel felszerelt – dízelmozdony beszerzése. A tervek szerint a szovjet Vorosilovgradi Dízelmozdonygyár által kifejlesztett 2200 kW teljesítményű, 140 km/h legnagyobb sebességű dízelmozdonyokat szerezték volna be. Ezekbe a mozdonyokba már a Kolomna '5D49' típusú, 16 hengeres, V elrendezésű dízelmotor volt beépítve, amely a mozdony főgenerátorát meghajtva villamos energiával látta el a forgóvázakban elhelyezett marokcsapágyas vontatómotorokat. Ezen újabb szovjet tipust - amelyet a személyvonatok fűtése érdekében egy villamos fűtőberendezéssel is felszereltek - nagyobb mennyiségben került rendszeresítésre a Deutsche Reichsbahn (NDK) vasúttársaságánál Baureihe-130 jelzés alatt 1970-től kezdődően több alváltozatban is (DR-130, DR-131, DR-132, DR-142), amelyeket egységesen „Ludmilla” becenéven ismernek a német nyelvterületen. A mozdonyokból egy 1972–1974 között esedékes szállításra összesen 50 darabot a MÁV is megrendelt, ám helyettük a szovjet fél a beszerzési tervben már nem szereplő korábbi M62 sorozatú járművekből szállított további példányokat.
Eközben itthon a Ganz–MÁVAG 1967-ben a dízel vontatás fejlesztése és korszerű dízelmozdonyok gyártása érdekében megvásárolta a francia S.E.M.T. Pielstick PA4–185 típusú motorcsalád licencét. A gyár az akkor elkészült M41,2002 psz. mozdonyba épített be először 8 PA4–185 típusú motort. A mozdonnyal a MÁV vonalain történt próbák jó eredményekkel zárultak.
Ilyen előzmények után a MÁV vezetősége egy hazai gyártású nagy teljesítményű mozdony beszerzése mellett döntött. A megrendelt mozdonyokba a sikeres próbákon átesett Pielstick motort kérték beépíteni.
A gyár Franciaországban vásárolt 2 db motor segítségével hozzáfogott az új mozdony kifejlesztéséhez. 1970-ben DVM–10 típusként, 403 és 404 gyári számmal leszállították az M63,001 és 002 pályaszámú mozdonyt. A mozdonyok erőforrása a 18 PA4V-185 típusú S.E.M.T. Pielstick gyártmányú 18 hengeres, 4 ütemű, V hengerelrendezésű, két turbófeltöltővel ellátott dízelmotor. Ez 1500 1/min névleges fordulatszámon 2700 LE (1980 kW) teljesítményt adott le. A motor főtengelyére szerelt torziós rugalmas tengelykapcsolóval szerelték be a Ganz Villamossági Művek által gyártott, ON 870x460/12 típusú, egy egységet képző háromfázisú generátor gépcsoportot. A gépcsoport a vontatáshoz, vonatfűtéshez, valamint a segédüzemhez szükséges villamos energiát szolgáltatta.

## Működése
A dízelmotor indítása légindító berendezéssel ellátott, maximum 35 bar nyomású levegővel meghajtott légmotorral történt. Az indító légtartályokat Ganz–MÁVAG gyártmányú TKV5/12 típusú, egyenáramú motorral hajtott kompresszor töltötte fel, de lehetőség volt a tartály feltöltésére legalább három alkalommal akkumulátorról anélkül, hogy azokat tölteni kellene.
A villamos erőátvitel egy háromfázisú szinkrongenerátorból, hídkapcsolású főüzemi diódás egyenirányítókból és egyenáramú, soros gerjesztésű vontatómotorokból állt. A vontatómotorok TC 501 típusúak és marokcsapágyas felfüggesztésűek voltak.
A vontatott személyvonatok fűtésére egyfázisú szinkrongenerátor termelte az áramot. A dízelmotor névleges fordulatszáma mellett a fűtési feszültség 1500 V, frekvenciája 50 Hz.
Az M63-ast nagy indító és vonóereje alkalmassá tette nehéz teher- és gyorsvonatok továbbítására. Egy 2000 tonnás tehervonatot sík pályán 60 km/h, 600 tonnás személyvonatot pedig 110 km/h, a szokásos 10 kocsiból álló gyorsvonatot 130 km/h sebességgel volt képes vontatni. 130 km/h-es sebesség mellett gondot okozott a futásjóság biztosítása, valamint a megfelelő fékezettség. Ezért a mozdonyok a hordrugórendszer teljes kiegyenlítése mellett lágy primer hordrugókkal és megfelelő lengéscsillapítással, valamint keresztirányú szekunder rugózással épültek, ám utóbbiakat azok hatástalansága miatt a későbbiekben folyamatosan leszerelték. A megfelelő fékezettséget a beépített háromnyomású, Knorr-rendszerű fékberendezés biztosította. Az M63 001 és 002-es mozdonyt egymástól függetlenül és együttesen is működtethető légfékkel és elektrodinamikus fékkel is felszerelték. A MÁV igényeinek megfelelően 160 km/h sebességre alkalmas forgóvázakat is készítettek csőtengelyes hajtással, amit az M63,002 psz. mozdonyba építettek be.
A mozdonyok alváza és oldalfalai hajlított és sík lemezekből épített szekrénytartós felépítésűek, amelyek együtthordó szerkezetet alkottak. Így a teherviselésben a bontható tetőrészek kivételével a mozdonyba épített minden szerkezeti anyag részt vett. A mozdony külső formatervét Budavári István formatervező iparművész készítette.
A mozdonyok a futópróbák idejére a szombathelyi fűtőházhoz kerültek. 1972–1973-ban visszakerültek a gyárba, ahol részletes vizsgálatoknak vetették alá mindkét gépet. Ezután 1973-ban a MÁV állagba vette a gépeket. 1975-ben újabb 8 darab gépet szállítottak le, DVM10–2 típusjelzéssel. A mozdonyok számára a motorokat már a licencszerződés alapján a Motor és Hajtómű Gyáregység gyártotta. A két turbófeltöltő helyett egy darab BBC-gyártmányú feltöltővel szerelték fel a motorokat. A megváltoztatott feltöltő miatt le kellett cserélni a befecskendező rendszert is, így két darab kilenc hengeres soros befecskendezőszivattyút szereltek a motorra az eredeti V elrendezésű tizennyolc hengeres helyett. Emiatt a változtatások miatt kapta a motor a VG utójelet. Egy motor változó geometriájú égéstérrel készült, ennek névleges teljesítménye 3000 LE (2208 kW) volt. A TC motorokon kisebb változtatásokat hajtottak végre, ezért a TC 502 típusjelet kapta. A többi berendezés lényegében változatlan maradt.
A két prototípus és a nyolc darab új mozdony 1975-ben a ferencvárosi fűtőházhoz került. Ott elsősorban személyvonatokat és nemzetközi gyorsvonatokat továbbítottak az akkoriban még nem villamosított Budapest–Kelebia-vasútvonalon.
A mozdonyok üzemének kezdeti időszakában előforduló hibákat fokozatosan sikerült kiküszöbölni és kisebb változtatásokkal megszüntetni. Több gépen befecskendező szivattyút kellett cserélni, mechanikus sérülések miatt. Kenési eredetű hibák is jelentkeztek a vontatómotorok marokcsapágyainál. Kisebb szerkezeti átalakításokat hajtottak végre a turbófeltöltő konzoljainak repedése miatt, hasonlóképpen a kipufogórendszer hődilatációs szerkezetének tömítését kellett cserélni. Többször előfordultak kábel- és olajcső-törések, amelyek kivitelezési hibának voltak tekinthetők.
1980-ban a gépeket Szombathelyre állomásították, ahová valójában 6 gép érkezett meg. Az M63,009 pályaszámú gép az év végén, a 008 pályaszámú mozdony 1981-ben került ki a Főműhelyből. A 006 és 007 pályaszámú gép a műhelyben maradt, ahol alkatrészpótlásra használták fel. A 008 pályaszámú mozdony 1982-ben visszakerül a műhelybe. 1985. január 7-én a 904 számú gyorsvonattal az M63.004 pályaszámú mozdony főgenerátor forgórésze szétrepült. A mozdonyt a Főműhelybe szállították, ahol már nem újították fel. A főműhelyben tárolt négy mozdonyt (004, 006, 007 és 008) 1987. szeptember 7-én selejtezte a MÁV. Ettől kezdve a maradék hat mozdonnyal többször láttak el tehervonati szolgálatot, mert gyakoribbá váltak a szolgálatképtelenséggel járó meghibásodások. 1989-től már csak szakaszosan üzemeltek. 1990-ben az Északi Főműhelybe vontatták a gépeket, ahol le is selejtezték őket.
Ebből a mozdonytípusból mára csak egy példány maradt fenn. Az M63,003 pályaszámú mozdonyt jelölték ki muzeális célra. A korábban Szombathelyen tárolt mozdony 2009-től a Magyar Vasúttörténeti Parkban üzemképtelen állapotban látható. A Magyar Vasút Baráti Kör Egyesület elhatározta, hogy megmenti, ezért első lépésként (több év utánajárás után) sikerült elérni, hogy a gép 2015. október 22-én fedett helyre kerüljön. 2018-ra újrafestették a mozdonyt.

## Állományadatok
| Pályaszám | Gyártás éve | Állagból törlés     | Megjegyzés                                    |
| --------- | ----------- | ------------------- | --------------------------------------------- |
| M63 001   | 1970        | 1991. február 6.    | Prototípusgép                                 |
| M63 002   | 1970        | 1991. február 6.    | Prototípus, 1989.05.23. tűzeset               |
| M63 003   | 1975        | 1990. december 13.  | Az egyetlen ma is fennmaradt gép              |
| M63 004   | 1975        | 1987. szeptember 7. | 1985. január 7-én súlyos balesetet szenvedett |
| M63 005   | 1975        | 1990. december 13.  |                                               |
| M63 006   | 1975        | 1987. szeptember 7. |                                               |
| M63 007   | 1975        | 1987. szeptember 7. |                                               |
| M63 008   | 1975        | 1987. december 17.  | (a mozdony vágása Szombathelyen történt)      |
| M63 009   | 1975        | 1990. december 13.  |                                               |
| M63 010   | 1975        | 1990. december 13.  |                                               |

## Modellek
Az M63-as mozdony modelljét két nagyszériás gyártó készítette el. Az MTB a 2022-es modellévben jelentette be a prototípus DVM10 modelljét, ami végül 2023 tavaszán jelent meg a boltok polcain. A 2023-as modellévre pedig az olasz A.C.M.E. is felvette a portfoliójába a nullszériás DVM10–2 mozdonyt, ami végül 2024. februárjában vált elérhetővé. Időközben a nullszériával együtt az A.C.M.E. prototípus DVM10 mozdony hivatalos bemutatója is megtörtént, 2024. márciusában azonban ez a modell még nem volt megvásárolható.
Az MTB modelljei:
- M63 001: DVM10 MÁV IV, prototípus festés (2023)
- M63 001: DVM10 MÁV IV (2023)
- M63 001: DVM10 MÁV IV, sötétszürke forgóvázzal, Modell & Hobby exkluzív kiadás (2023)

Az A.C.M.E. modelljei:
- M63 006: DVM10–2 MÁV IV (60680, 2024)
- M63 009: DVM10–2 MÁV V (60681, 2024)
- M63 001: DVM10 MÁV IV, prototípus festés (60689, TBD)